# (11810) Preusker
(11810) Preusker est un astéroïde de la ceinture principale.

## Description
(11810) Preusker est un astéroïde de la ceinture principale. Il fut découvert le 2 mars 1981 à l'observatoire de Siding Spring par Schelte J. Bus. Il présente une orbite caractérisée par un demi-grand axe de 3,00 UA, une excentricité de 0,07 et une inclinaison de 4,2° par rapport à l'écliptique.